# J-POP SATURDAY
『J-POP SATURDAY』（ジェイポップ・サタデー）は、2015年4月4日から2016年9月24日までJ-WAVEで放送されていたラジオ番組。

## 概要
落合隼亮とリアド慈英蘭がナビゲーターを務めていた土曜午後のワイド番組で、毎週土曜 15:00 - 17:00（日本標準時）に放送。
番組は、J-POPにスポットを当てた内容で放送。新旧さまざまな邦楽をオンエアするとともに、さまざまなゲストを招いてのトークも実施していた。それらのコーナーは、主に前番組『SATURDAY SONIC』からの引き継ぎコーナーで構成されていた。

## コーナー

### 番組終了時のコーナー
HOT TRACKS (15:00 - ) 
音楽チャートを賑わせている最新曲をオンエアする。
J'S CONNECTION (15:15 - 15:45) 
毎回ゲストを招き、オススメのドライブスポットやドライブミュージックなどを聞き出すトークコーナー。
前番組からの引き継ぎコーナーで、放送1年目には引き続きパイオニアが carrozzeria 名義で提供していた。2年目にはコーナータイトルにスポンサー名が入らなくなったが、媒体によっては「KIRIN BEER J'S CONNECTION」とキリンビールの社名入りで記されることもあった。
MITSUBISHI JISHO RESIDENCE PARADISE FIELD (16:00 - 16:20) 
週末の行楽情報・アウトドア情報・音楽の話題などを取り上げていたコーナー。
これも前番組からの引き継ぎコーナーで、引き続き三菱地所レジデンスの提供で放送。放送1年目には The Parkhouse 名義で提供していた。

### 途中で終了したコーナー
WEEKEND EXPLORER (16:30 - ) 
毎回ゲストリポーターに週末のイベント会場からの中継レポートをしてもらっていたコーナー。2015年6月中のみの期間限定コーナーで、コカ・コーラの提供で放送されていた。